# Arctopsyche irrorata
Arctopsyche irrorata är en nattsländeart som beskrevs av Banks 1905. Arctopsyche irrorata ingår i släktet Arctopsyche och familjen ryssjenattsländor. Inga underarter finns listade i Catalogue of Life.